# Berna
Berna (în germană Bern, în franceză Berne) este capitala de facto a Elveției și totodată capitala cantonului Berna. Limba oficială este germana, cu o minoritate francofonă.

## Istorie

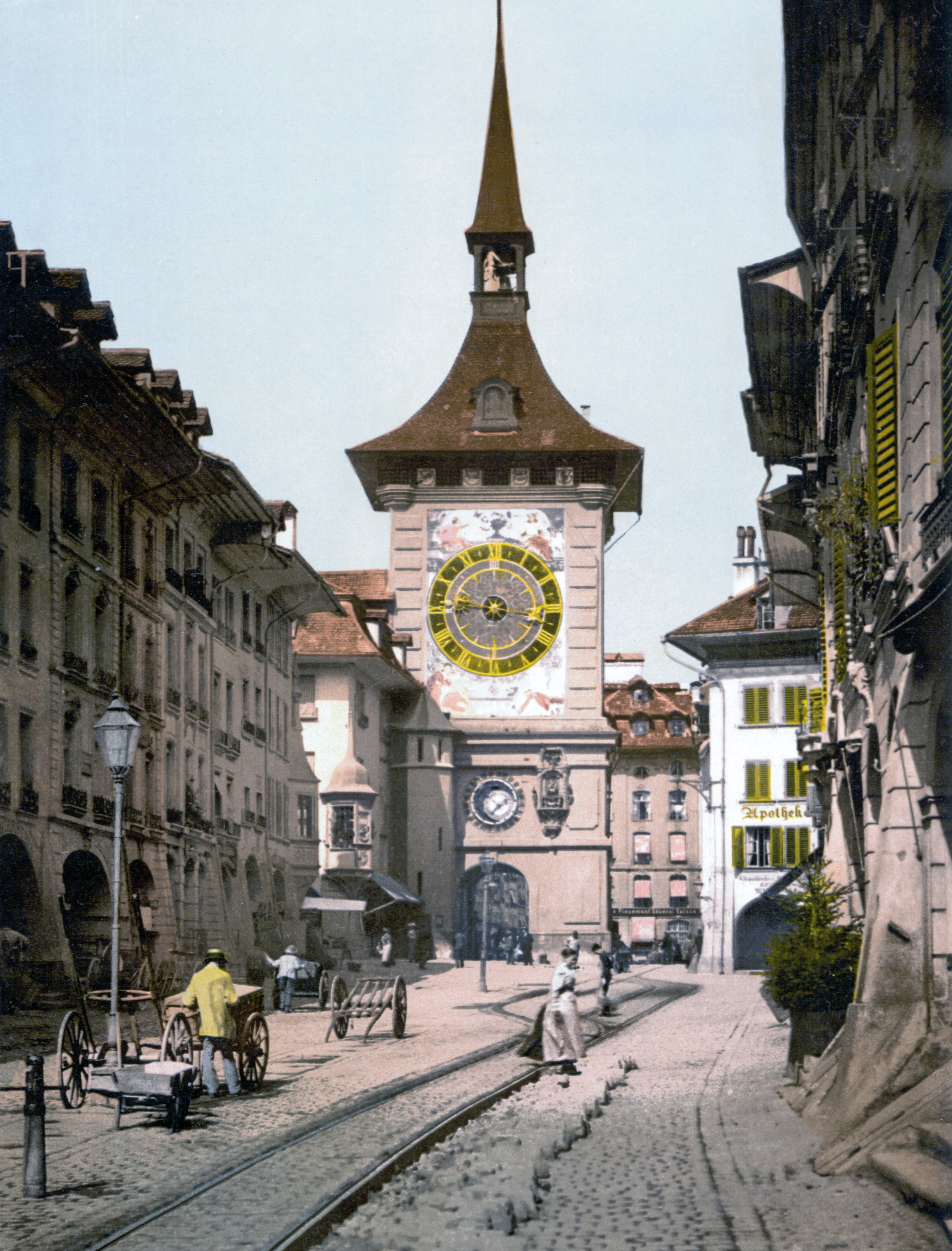
Turnul cu ceas în jurul anului 1900

### Nume
Numele orașului Berna fost menționat prima dată la 1 decembrie 1208. Originea numelui nu este însă până astăzi clarificată. Cea mai cunoscută legendă fiind cronica lui Konrad Justinger, unde se menționează că ducele Berchthold V de Zähringen care ar fi ucis un urs (Bär în germană), ar fi numit orașul "Berna".

### Întemeierea orașului
Berchthold al V-lea a întemeiat orașul la sfârșitul secolului al XII-lea, având un plan clar: a așezat orașul pe o peninsulă a râului Aare, ca să fie protejată în mod natural din trei laturi, iar a patra latură era să fie protejată de un zid și un turn de apărare. Astfel, a început clădirea acolo unde râul face o buclă de 180°, în așa numitul "colț de jos", (Nydegg). Protecția ideală i-a permis să se dezvolte rapid și să-și extindă limita înspre vest: până în 1256, turnul de apărare era Zytglogge (turnul cu ceas), succedat de Käfigturm (turnul cu închisoare) până în 1345 și de Christoffelturm (turnul lui Sf. Cristof, amplasat în apropierea locului pe care se găsește actuala gara centrală, dar demolat în 1865) până în 1622. În timpul Războiului de Treizeci de Ani, două protecții adiționale au fost construite: Schanze (șanțul) cel mare și cel mic. Zona protejată astfel a fost destul de mare pentru dezvoltarea orașului până în secolul XIX.
Când Berchtold al V-lea a murit fără moștenitor în 1218, Sfântul Împărat Romano-German Frederic II a decretat ca Berna să fie un oraș imperial liber. Dacă n-ar fi fost cazul, Împăratul ar fi putut prelua conducerea orașului datorită lipsei unui moștenitor. Pe acest act, Berna l-a revalidat în 1273 după ce Imperiul rămăsese fără împărat timp de 23 de ani. Acum, cercetătorii bănuiesc ca actul inițial fusese un fals. În 1353 Berna face un tratat cu tânără confederație elvețiană (al 8-lea membru), în care alianță s-a dovedit a fi un membru foarte puternic. Cu dorința de a-și asigura venituri din tranzitul pe direcția est-vest, orașul a început să se extindă către nord și către sud. În acest scop a cucerit Aargau în 1415 și Vaud în 1536, precum și alte teritorii, devenind astfel cel mai mare oraș-stat din nordul Munților Alpi.
Berna pierde o luptă împotriva francezilor în timpul războaiele napoleoniene, este ocupată la data de 6 martie 1798 și pierde majoritatea teritoriilor cucerite. După plecarea francezilor în 1802, Elveția modernă își ia încet forma actuală și prin constituția din 1848, Berna devine sediul guvernului confederației, de facto capitala Elveției.
Orașul a întreținut întotdeauna relații de bună vecinătate cu Zürich, iar în anul 1353 s-a unit cu Confederația Helvetică. Totodată, Berna a fost influențată de mișcarea Reformei și a adoptat protestantismul. După ce a devenit parte a Elveției, cuceririle teritoriale ale Bernei și-au câștigat suveranitatea, dar orașul a continuat să joace un rol important. Berna a manifestat întotdeauna o oarecare neîncredere în progresul industrial, atitudine care nu s-a schimbat nici în prezent. Caracterul conservator al orașului se manifestă și în grija deosebită acordată dialectului vorbit de locuitori și în ziua de astăzi.

## Geografie

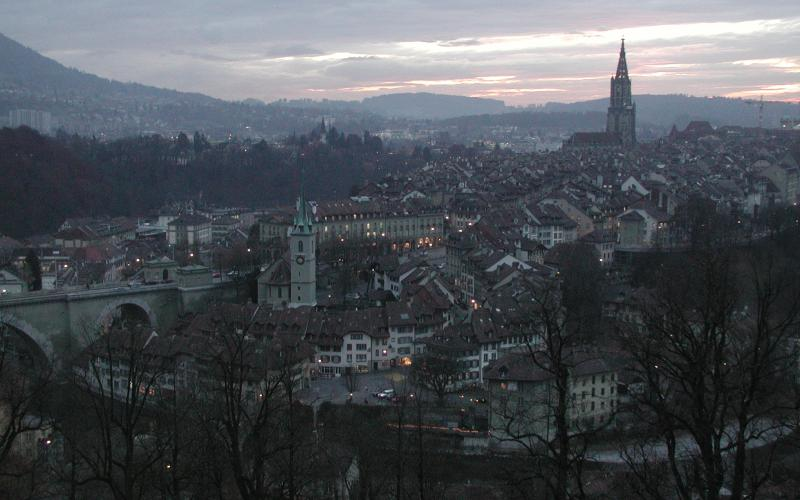
Peninsula orașului Berna, seara

Orașul Berna se află la o altitudine de 542 m, în câmpia Elveției, câmpia  fiind situată aproximativ în centrul țării. Peisajul din împrejurimi a fost format de ghețari în timpul ultimei glaciații. Berna se află între doi munți: muntele Gurten cu o altitudine de 858 metri aflat în sudul orașului și muntele Bantiger cu o altitudine de 947 metri situat la est.  Vechiul Observator astronomic din Berna constituie astăzi centrul istoric a Swisstopo a Elveției și este originea sistemului de coordonate elvețian (600 000/200 000), coordonatele internaționale fiind 46° 57' nord, 7° 25' est. Centrul orașului Berna este așezat pe o peninsulă formată de râul Aare, dar din secolul XIX cartiere noi s-au format dincolo de râu, care sunt accesibile prin poduri înalte.

### Transporturi
Gara din Berna reprezintă unul din cele mai importante noduri de cale ferată din țară. După gara din Zürich reprezintă a doua gară ca frecvență. Pe 14 linii principale circula trenuri regionale cat și internaționale, precum  EuroCity, Cisalpino, TGV, Talgo, ICE und DB City Night Line abgefertigt, patru linii S-Bahn.
Transporturile publice sunt foarte dezvoltate. Există trei linii de tramvaie și numeroase linii de autobuze care comunică cu toate cartierele ale orașului și cu localitățile din periferie. Trenurile conectează Berna cu restul Elveției și Europei.
Din 1929 funcționează aeroportul Bern-Belp care oferă câteva zboruri în mai multe orașe europene (mai ales înspre Germania și Austria). Aeroportul se află la mai puțin de zece kilometri sud de centrul orașului în zona numită Belp. Se poate ajunge la Gara Bern sau la Gara Belp cu autobuzul folosind autostrada A6.
De menționat mai este cel mai scurt funicular public din Europa, Marzilibahn, lung de 106 metri, care face legătura între Bundeshaus (palatul parlamentului) din centrul istoric al orașului și cartierul Marzili.
Poduri înalte au fost construite pentru a ușura accesul la cartiere dincolo de râu. Primul a fost în 1843 podul Nydegg cu o lungime de 190 metri, apoi au urmat în 1883 podul Kirchenfeld cu 229 metri, în 1898 podul Kornhaus cu 382 metri, în 1930 podul Lorraine cu 178 metri, și pe urmă în 1962 podul Monbijou cu o lungime de 337,5 metri.

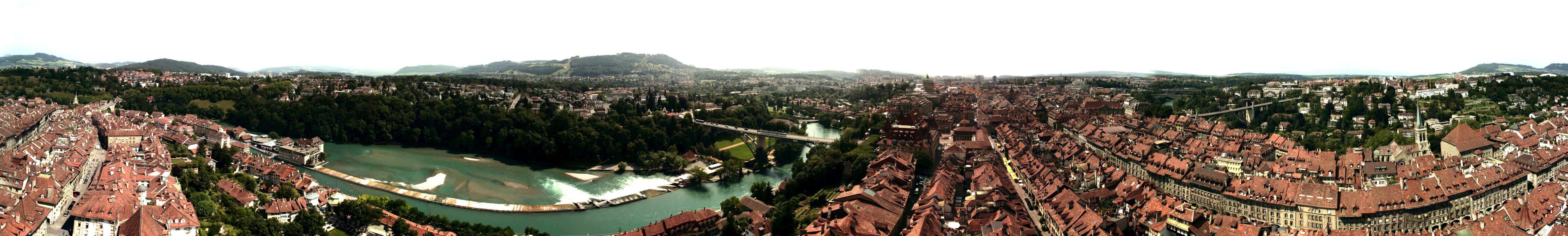
Panorama

### Instituții și locuri
După un incendiu în 1405, în care orașul a fost distrus în mare parte, a fost reconstruit din molasă. Culoarea verzuie a clădirilor din centrul orașului este tipică pentru Berna. Centrul medieval a fost înscris pe lista UNESCO a Patrimoniului Cultural Mondial și include trotuarele acoperite (arcade) și fântâni decorate cu statui.
Alte monumente importante sunt: Zytglogge, un turn medieval cu un ceas foarte elaborat cu păpuși care se mișcă, Münster, o catedrală gotică din Secolul XV și primăria din același secol. Încă din Secolul XVI se găsește la Berna o groapă cu urși, care se află dincolo de podului Nydegg. Bundeshaus, palatul parlamentului construit între 1852 și 1902, poate și el fi vizitat.
În afară de monumente, orașul Berna mai oferă parcul zoologic Dälhölzli, grădina cu trandafiri Rosengarten (care a fost un cimitir înainte să fie transformată în parc în 1913), și piscina Marzili, situată direct în râul Aare.

## Populație
Orașul Berna are o populație de 127.000, 300.000 cu periferia. Este al patrulea oraș din Elveția după Zürich, Geneva și Basel. Personalități cunoscute includ omul de știință Albrecht von Haller, scriitorul și preotul Albert Bitzius alias Jeremias Gotthelf și pictorii Ferdinand Hodler și Paul Klee. Fizicianul Albert Einstein, născut în Germania dar mai târziu naturalizat elvețian, a elaborat teoria relativității fiind angajat la oficiul de patente din Berna.

### Limbi
Limbile oficiale sunt germană și franceză dar limba vorbită de majoritatea populației este Bärndütsch (dialectul german din Berna). Minoritatea francofonă are o școală și o biserică proprii. Doar foarte puțini mai vorbesc Matteänglisch, o limbă secretă folosită în trecut de muncitorii din cartierul Matte, unele cuvinte fiind chiar acum folosite în Bärndütsch.

### Confesiuni
- Evanghelici reformați: 64%
- Romano catolici: 27%

## Cultura

### Muzee
Berna are multe muzee, împărțite în tot orașul. În centrul orașului, pe strada Hodlerstrasse se găsește din 1879 cel mai vechi muzeu din Elvetia, Muzeul de arta din Berna. Nu departe de muzeu se găsește clădirea «Progr», primul gimanaziu al orașului Berna, astăzi servind cu săli de expoziții sau concerte.
În Kirchenfeld, Helvetiaplatz se află Landesmuseum, Historisches Museum, Muzeul alpin elvețian și Kunsthalle. Nu departe de aici se găsește Muzeul pentru comunicații și muzeul de istorie naturală cu Diorama.
În afara orașului pe autostrada A6 se găsește din iunie 2005 centrul Zentrum Paul Klee, care cuprinde în jur 4000 de lucrări a pictorului Paul Klee.

## Orașe înfrățite prin lege
- Austria, Salzburg, (2006)

## Personalități născute aici
- Albrecht von Haller (1708 - 1777), medic, om de știință;
- Carl Adolf Otth (1803 - 1839), Istorie naturală;
- Gustav Heinrich Otth (1806 - 1874), micolog, fratele lui Carl Adolf Otth;
- Johann Karl Emmanuel Schenk (1823 – 1895), om politic;
- Carl Brunner von Wattenwyl (1823 - 1914), naturalist;
- Emanuel Friedrich Ludwig Fischer (1828 – 1907), botanist;
- Adolph Francis Alphonse Bandelier (1840 – 1914), arheolog;
- Walter Breisky (1871 – 1944), jurist, cancelar al Austriei;
- Marc Hodler (1918– 2006), jurist;
- Liselotte Pulver (n. 1929), actriță;
- Duarte Pio de Bragança (n. 1945), prinț portughez;
- Michael Kauter (n. 1979), scrimer;
- Fabian Kauter (n. 1985), scrimer;
- Marc Hirschi (n. 1998), ciclist.